# 日本能率協会
一般社団法人日本能率協会（にっぽんのうりつきょうかい、英: Japan Management Association）は、日本の企業等の経営上の課題解決の支援を業とする一般社団法人。
「経営革新の推進機関」を名乗る。

## 活動内容
主な活動は、経営革新のための調査・研究、教育、専門展示会、ISOに代表される品質および環境審査など。
古くから製造業を中心とした企業の研究開発、知的生産性革新、経営構造革新などを重点的に活動を行ってきた。1990年代半ばより、地方自治体や学校など公的機関における経営革新の支援活動も開始するなど、活動領域を広げている。
草創期より製造業の生産効率を上げ、現場レベルでの改善を通して企業活動の活性化を支援してきた。高度経済成長期には三菱造船、トヨタ自動車など最大手企業との連携により、IEのコンサルティング技術を高度化し、これを産業界全体に普遍的なものとして紹介、導入を促進し一定の役割を果たしてきた。団塊の世代に属する企業人の間では、通信教育、能率手帳、社内教育、集合研修で同会の活動に接する機会が多かったため、認知度は極めて高い。
2022年7月1日に技術英語能力検定を実施する公益社団法人日本技術英語協会を吸収合併した。

## 関係者
- 伍堂卓雄
- 岸信介
- 新郷重夫